# Bronwyn Thompson (wioślarka)
Bronwyn Louise Thompson (ur. 28 stycznia 1973 w Melbourne) – australijska wioślarka, dwukrotna olimpijka.

## Osiągnięcia
- mistrzostwa świata juniorów 1991, Banyoles, czwórka bez sternika – 4. miejsce
- igrzyska olimpijskie 1996, Atlanta, ósemka – 5. miejsce[1]
- mistrzostwa świata 1997 – Aiguebelette-le-Lac, dwójka bez sternika – 4. miejsce (w parze z Rachael Taylor)[2]
- mistrzostwa świata 1998 – Kolonia, ósemka – 4. miejsce[3]
- mistrzostwa świata 1999 – St. Catharines, ósemka – 5. miejsce[4]
- igrzyska olimpijskie 2000, Sydney, ósemka – 5. miejsce[1]